# Call of Duty Endowment
Call of Duty Endowment — це некомерційна організація США у грі Call of Duty, яка допомагає безробітнім ветеранам розпочати кар'єру, після того як вони закінчили військову службу. Засновником та співголовою організації виступає відомий американський бізнесмен та головний виконавчий директор ігрової компанії Activision Blizzard, Роберт Котік.